# 伊良子光順
伊良子 光順（いらこ みつおさ、文政6年9月4日（1823年10月7日） － 明治14年（1881年）9月23日）は、幕末から明治時代初期の日本の医師。号は無剛。現在の奈良県奈良市出身で、典薬寮に所属し孝明天皇と明治天皇に仕えた。

## 事跡

### 生い立ち
文政6年（1823年）、比丘尼御所円照寺に仕えた医師・和角之寛（わすみ ゆきひろ）の子として奈良に誕生。後に京都へ遊学し、典薬寮医師・伊良子光通（みつみち）の門下生となった。
光通は都に名高かった外科医・伊良子光顕（みつあき）に婿養子として迎えられ、光顕の実子が継いだ宗家（見道斎伊良子家）から分かれた新たな一家（千之堂伊良子家）の創設を許されていた。同時に、従四位下主税助の官位を授けられた典医であったが、天保15年（1844年）に実子の光敬（みつたか）に先立たれて後継者を欠いていた。そこで門人の光順が、光敬の娘・巌を妻とすることによって光通の養子となった。
弘化2年12月17日（1846年1月14日）、光順は典薬寮医師に補せられ、従六位上・備前介に叙任された。嘉永2年（1849年）には養父の光通が世を去り、光順が千之堂伊良子家の当主となる。

### 天脈拝診
嘉永4年（1851年）、光順はその2年ほど前から痔に悩まされていた孝明天皇の治療を命ぜられる。安政2年には従五位下に推叙された。

### 主上不予
慶応2年12月11日（1867年1月16日）、風邪気味の孝明天皇は禁中内侍所で執り行われた神事に無理をして参加し、翌12日に発熱する。この発病から死去に至るまでの病状を、光順は詳細にメモを取り、日記に詳述している。
日記の記述によれば、孝明天皇が発熱した12日、天皇の執匙（天皇の日常健康管理を行う主治医格）であった高階経由が拝診して調薬したが、翌日になっても病状が好転しなかった。14日、典医筆頭のひとりである山本隨が治療に参加、15日には光順も召集され、昼夜詰めきりでの拝診が始まった。孝明天皇の公式の伝記である『孝明天皇紀』によれば、典医たちは、天皇の病状を「御容態書」として定期的に発表していた。この「御容態書」における発症以降の天皇の病状は、一般的な痘瘡患者が回復に向かってたどるプロセスどおりに進行していることを示す「御順症」とされていた。
しかし、光順の日記における12月25日の条には「天皇は痰がひどく、藤木篤平と藤木静顕が体をさすり、伊良子光順が膏薬を貼り、班に関係なく昼夜寝所に詰めきりであったが、同日亥の刻（午後11時）過ぎに亡くなられた」と記されている。
光順ら典医は天皇在世中の拝診の労をねぎらわれ、清涼殿に安置された棺を拝礼する事を許された。さらに光順は泉涌寺での葬儀に供奉することを命じられた。葬儀のあと、典医たちには慰労金が下賜されたほか、特に長年痔疾の治療に携わった光順には、特別に天皇遺品の時計を与えられた。

### 明治時代
孝明天皇の死去により儲君睦仁親王（明治天皇）が践祚すると、光順は引き続き新帝の天脈拝診を命じられた。明治2年（1869年）には正五位下に叙せられるが、明治維新に伴う同年の官制改革で典薬寮が廃され、織部正・陸奥守の官職を失う。さらに翌年には正五位の位階も返上させられた。
新制度によって天皇の侍医は大典医・中典医・少典医の3階級に分けられることとなり、光順は少典医に任ぜられる。東京奠都の際には天皇に従い東下するが、明治4年（1871年）、免官により京都に帰る。
明治14年（1881年）9月23日、光順は京都で生涯を閉じ、紀伊郡深草村（現在の京都市伏見区）の宝塔寺に葬られた。享年59。

## 位階官職履歴
※日付は旧暦
- 弘化2年（1845年）12月17日　叙従六位上・任備前介
- 嘉永5年（1852年）1月27日　叙正六位下
- 安政2年（1855年）9月23日　叙従五位下・遷陸奥守
- 安政4年（1857年）月日不詳　任織部正（陸奥守如旧）
- 明治2年（1869年）
  - 2月23日　叙正五位下
  - 7月7日　行政官達により百官受領廃止、並びに位階上下廃止
  - 7月7日　任少典医
- 明治3年（1870年）11月19日　太政官布告により位階廃止、改めて叙正七位
- 明治4年（1871年）8月17日　少典医免官
- 明治5年（1872年）1月18日　位階返上

## 参考資料
- 伊良子光孝『天脈拝診 孝明天皇拝診日記』（「医譚」復刊47・48号、1976年）
- 山田重正『典医の歴史』（思文閣出版、1980年）
- 日本歴史学会『明治維新人名辞典』（吉川弘文館、1981年）